# Леда Мілева
Леда Мілева, повне ім'я Леда Гео Мілева (болг. Леда Гео Милева; 5 лютого 1920, Софія — 5 лютого 2013) — болгарська письменниця, перекладачка, вчителька, культурна та громадська діячка, дипломат. Її вірші та пісня для дітей перекладено на англійську, французьку та російську мови.

## Біографія
Леда Мілева народилася 5 лютого 1920 року в Софії, в сім'ї поета Гео Мілева.

### Освіта
Середню освіту Леда отримала в 1938 році в Американському коледжі в Софії. Закінчила Софійський університет «Климент Охридський».

### Професійна діяльність
Після Другої світової війни вона була керівником відділу дитячо-юнацьких програм на Радіо Софія (1944—1951), головним редактором журналів «Піонерська самодіяльність» та «Дружинка», редактором у видавництві «Народна молодь» та «Болгарський письменник». В 1966—1970 роках була генеральним директором Болгарського телебачення. З 1970 по 1972 роки була заступницею керівника відділу «Друковоної та культурної співпраці» при Міністерстві зовнішніх справ Болгарії. Після того до кінця 1978 року, була постійною представницею Болгарії в ЮНЕСКО в Парижі.
З 1979 по 1989 роки була головою Спілки перекладачів Болгарії, творець журналу іноземної літератури «Панорама», та його головний редактор з 1980 до 1991 року, багаторічний керівник болгарського центру Міжнародного ПЕН клубу. Депутат Восьмих, Дев'ятих Народних зборів та Восьмих Великих Народних зборів. Леда Мілева є авторкою більше 30 збірок віршів для дітей, театральних та радіоп'єс, що перекладені на англійську, французьку, німецьку, польську, російську та інші мови. Автор багатьох статей з проблем літератури, перекладу та міжнародної культурної співпраці. Леда перекладала сучасну американську, англійську та африканську поезію.
Леда Мілева померла 5 лютого від панкреатичного раку.

## Нагороди та відзнаки
- 1959 рік — нагороджена орденом «Кирила і Мефодія» I ступеня.
- 1970 рік — нагороджена орденом «Народна републіка Болгарія» I ступеня.
- 1997 рік — присвоєно звання Почесної громадянки Старої Загори.[4]

- 2006 рік — нагороджена орденом «Стара Планина» I ступеня.[5]
- 2008 рік — удостоєна національної нагороди «Константин Константинов» за великий внесок у розвиток дитячого книговидавництва. Занесена в почесний список Ганса Християна Андерсона на Міжнародному з'їзді дитячих письменників.[2]